# John Terry
John George Terry, född den 7 december 1980 i Barking, är en engelsk f.d fotbollsspelare (mittback) som senast spelade för Aston Villa. Efter incidenten med Anton Ferdinand bestämde han sig för att sluta i engelska landslaget. Terry hann spela 78 landskamper och var kapten 2006-2010. Den 17 april 2017 gick Chelsea och Terry ut med nyheten om att Terry bestämt sig för att lämna i slutet av säsongen 2016/2017. Sedan debuten 1998 har Terry gjort 717 matcher och gjort 67 mål. Han har dessutom burit kaptensbindeln flest matcher i klubbens historia, vid 582 tillfällen. Han var assisterande tränare för Aston Villa 2018–2021.

## Klubbkarriär
Terry skrev under sitt första professionella kontrakt med Chelsea den 1 augusti 1997. John Terry gjorde sin debut i Chelseas a-lag i oktober 1998 i en ligacupmatch mot Aston Villa. År 2000 var han några månader utlånad till Nottingham Forest. Terry blev av övriga spelare utsedd till årets spelare i Premier League år 2004/05, samma säsong som han ledde Chelsea till det första ligaguldet på 50 år. I 07/08 års upplaga av Champions League missade Terry Chelseas femte straff i straffläggningsavgörandet i finalen som Manchester United vann.
John Terry vann sin första Champions League titel säsongen 11/12 den 19 maj mot Bayern München.
Den 21 september 2013 gjorde Terry sin 450:e match för Chelsea som lagkapten. I mars 2016 förlängde han sitt kontrakt med klubben över säsongen 2016/2017.
Den 17 april 2017 gick Chelsea och Terry ut med nyheten om att Terry bestämt sig för att lämna i slutet av säsongen 2016/2017. Sedan debuten 1998 har Terry gjort 713 matcher och gjort 66 mål. Han har dessutom burit kaptensbindeln flest matcher i klubbens historia, vid 578 tillfällen. Hösten 2018 meddelade Terry officiellt att han avslutar sin karriär.

## Landslagskarriär
John Terry debuterade i det engelska landslaget mot Serbien och Montenegro den 3 juni 2003, och har spelat 78 landskamper och gjort 6 mål för England. Terry gav besked den 24 september 2012 att han är färdig i landslaget.
År 2006 blev John Terry utsedd till Englands lagkapten. I VM 2006 var Terry en av nyckelspelarna då England nådde kvartsfinal.
I engelsk media framkom i januari 2010 att Terry varit otrogen med sin före detta lagkamrat Wayne Bridges före detta flickvän. Detta ledde till att förbundskaptenen för engelska landslaget, Fabio Capello, fråntog honom rollen som lagkapten för landslaget. Några månader efter blev han lagkapten igen för England. FA fråntog kaptensbindeln från Terry igen efter den påstådda rasistattacken mot Anton Ferdinand, trots att han friats av domstol. I augusti 2012 meddelade John Terry att han slutat i landslaget.

## Meriter

### Chelsea
- Premier League: 2004/2005, 2005/2006, 2009/2010, 2014/2015, 2016/2017
- FA-cupen: 2000, 2007, 2009, 2010, 2012
- FA Community Shield: 2005, 2009
- Engelska ligacupen: 2005, 2007, 2015
- Cupvinnarcupen: 1998
- UEFA Champions League: 2012
- UEFA Europa League: 2013

Individuella
- Chelsea Player of the Year: 2001, 2006
- Premier League Player of the Month: January 2005
- PFA Players' Player of the Year: 2004–05
- PFA Team of the Year (Premier League): 2003–04, 2004–05, 2005–06, 2014–15
- ESM Team of the Year: 2004–05, 2008–09, 2009–10
- FIFA FIFPro World XI: 2005, 2006, 2007, 2008, 2009
- UEFA Club Defender of the Year: 2005, 2008, 2009
- UEFA Team of the Year: 2005, 2007, 2008, 2009
- FIFA World Cup All-Star Team: 2006
- UEFA Ultimate Team of the Year (substitute; published 2015)
- PFA Team of the Century (1997–2007): 2007